# 일본의 상대문학사
일본의 상대문학사는 약 나라 시대까지의 일본 문학의 역사를 다룬다.
일본 문학 발생의 시대는 분명하지 않다. 일반적으로 원시사회에서 조형예술·무용예술에 비해서 문학의 발달은 늦다고 하는데, 그것은 문학의 발달에는 언어나 사고의 발달이 전제가 되기 때문이다. 이것은 바꾸어 말해서 아무리 원시적 사회라 할지라도 언어생활이 이루어지는 사회에서는 문학의 싹이 숨쉬고 있다는 것이 된다. 그러나 원시 일본어(語)의 기원은 아직 분명치 않다. 기재문학(記載文學)에 들어가기 전에 오랜 구송문학의 시대가 있었다는 것은 인정하나 이 역시 연대를 고찰할 수 없으며, 문학이 싹튼 과정은 현재로서는 역사적·사회적 배경에서 상정할 수밖에 없다.  오랜 구송문학의 시대에서 기재문학으로 전환하게 된 것은 문자의 전래와 습숙(習熟)에서 비롯되었다.
한자의 본격적인 전래는 4세기 후반부터 한반도와의 교류에서 비롯되었다. 이후 7세기 초까지에 걸친 귀화인과 한자가 이룩한 역할은 매우 크다. 귀화인의 기록관리와 지도 아래서 식자층은 상류귀족을 중심으로 확대되어 한문을 정식 문장으로 습숙하는 한편, 일본어의 어법을 살린 와슈(和習) 한문도 생기게 되었다. 나아가서 일본어를 표기하는 데 한자의 음과 훈을 빌은, 이른바 만요가나도 일찍부터 연구되었다. 일본어는 성질을 달리하는 중국의 언어·문자문화와 접촉하면서 2-3백 년 사이에 그것을 훌륭히 익혀서 한자에 의한 일본어 표기에 성공한 것이다.
이리하여 기재문학의 시대가 도래했는데, 식자층이 야마토 조정의 중앙귀족 중심이라는 점으로 보아 서민이나 지방, 그리고 귀족층의 심부(深部)에서도 오랫동안 구송문학의 시대가 병행되었으리라 짐작된다. 고대 전기문학(前期文學) 전체를 살펴보더라도, 교양을 구사하는 한시문을 제외하고는 구송문학의 흔적을 깊숙이 남기고 있는 것뿐이다.

## 고대문학의 개화
고대사회에서는 모든 생활과 행동이 원시종교의 주술(呪術)에 지배되고 있었다. 그 중에서도 언어의 위력은 대단해서 언어 속에 있는 영력으로 소원을 실현시키고자 했다. 이것이 고토다마(言靈) 신앙이다. 좋은 언어를 존경하고 소중히 여기는 태도는 표현·수사(修辭)의 발달을 촉구했다. 마쿠라코토바(枕詞)·속담·가요 등도 대부분 신성한 주문이었다고 한다.
신화도 주술이나 제의(祭儀)와 깊은 관계가 있다. 각 씨족에 의해 전승되어 오던 신화나 전설이 한자의 수입, 표기의 습숙에 의해서 문헌으로 기록된 것이 7세기에서 8세기 초에 이룩된 <고사기(古事起)> <일본서기(日本書紀)> 등이다.
고대인에게 있어서의 우타(歌)는 '노래하는' 것이었다. 악기·행동을 곁들여 집단생활 속에서 불리었던 것이다. 이와 같은 고대가요는 <고사기> <일본서기>를 중심으로 <만엽집(萬葉集)> <풍토기(風土記)> <고어습유(古語拾遺)> <금가보(琴歌譜)> 등에서 볼 수 있는데 기재문학으로서 한문시의 영향을 받아서 발달된 '읽는' 노래. 즉 와카(倭歌＝和歌)와는 성질을 달리한다. 6 내지 7세기경에 5·7조(調)의 정형(定型)을 확립한 와카는 후지와라쿄, 헤이조쿄 시대에 전성기를 자랑하여 가키노모토노 히토마로를 비롯, 다케시 쿠로히토(高市黑人), 야마베 아카히토(山部赤人), 오토모노 다비토(大伴旅人), 야마노우에 노쿠라(山上憶良), 다카하시 무시마로, 오토모노 야카모치 등의 가인(歌人)을 배출했다.
남성 귀족간에 한시문이 성행하게 된 것은 7세기부터이다. 주로 중국 육조시(六朝詩)의 영향을 받은 오언시(五言詩)로서, 8세기 중엽의 편집인 <회풍조(懷風藻)>가 남아 있는데, 한시문은 귀족 지식계급의 공적 필수 교양이 되었다.

## 같이 보기
- 고대가요
- 기키가요
- 만엽집
- 가키노모토노 히토마로
- 오토모노 야카모치
- 고사기

## 참고 자료
- 이 문서에는 다음커뮤니케이션(현 카카오)에서 GFDL 또는 CC-SA 라이선스로 배포한 글로벌 세계대백과사전의 내용을 기초로 작성된 글이 포함되어 있습니다.